# San José de Viñedo
San José de Viñedo es una localidad del estado mexicano de Durango. Es parte del municipio de Gómez Palacio.

## Toponimia
El nombre «San José» hace referencia al santo patrono de la localidad: José de Nazaret.

## Demografía
| Gráfica de evolución demográfica |
|                                  |

| Censo | Población |
| ----- | --------- |
| 1910  | 517       |
| 1921  | 795       |
| 1930  | 898       |
| 1940  | 909       |
| 1950  | 1 099     |
| 1960  | 1 238     |
| 1970  | 1 278     |
| 1980  | 1 684     |
| 1990  | 1 911     |
| 2000  | 1 944     |
| 2010  | 1 984     |
| 2020  | 1 778     |